# Daniel Cousin
Daniel Michel Cousin (2 de febrer del 1977 a Libreville, Gabon) era un futbolista gabonès que jugava de davanter. Va jugar pel Rangers FC, el Martigues, el FC Chamois Niortais, Le Mans Union Club 72, el RC Lens, el Hull City AFC i acabà la carrera amb el Larissa FC i el Sapins FC. Fou internacional amb el Gabon, selecció de la qual era el capità. El 4 de setembre del 2014 és nomenat mànager general de l'equip nacional gabonès.

## Primers anys
Nat a Libreville, Cousin (kuzɛ̃) muda a Marsella, Occitània, França a tres anys.